# Verdrag van Leulinghem

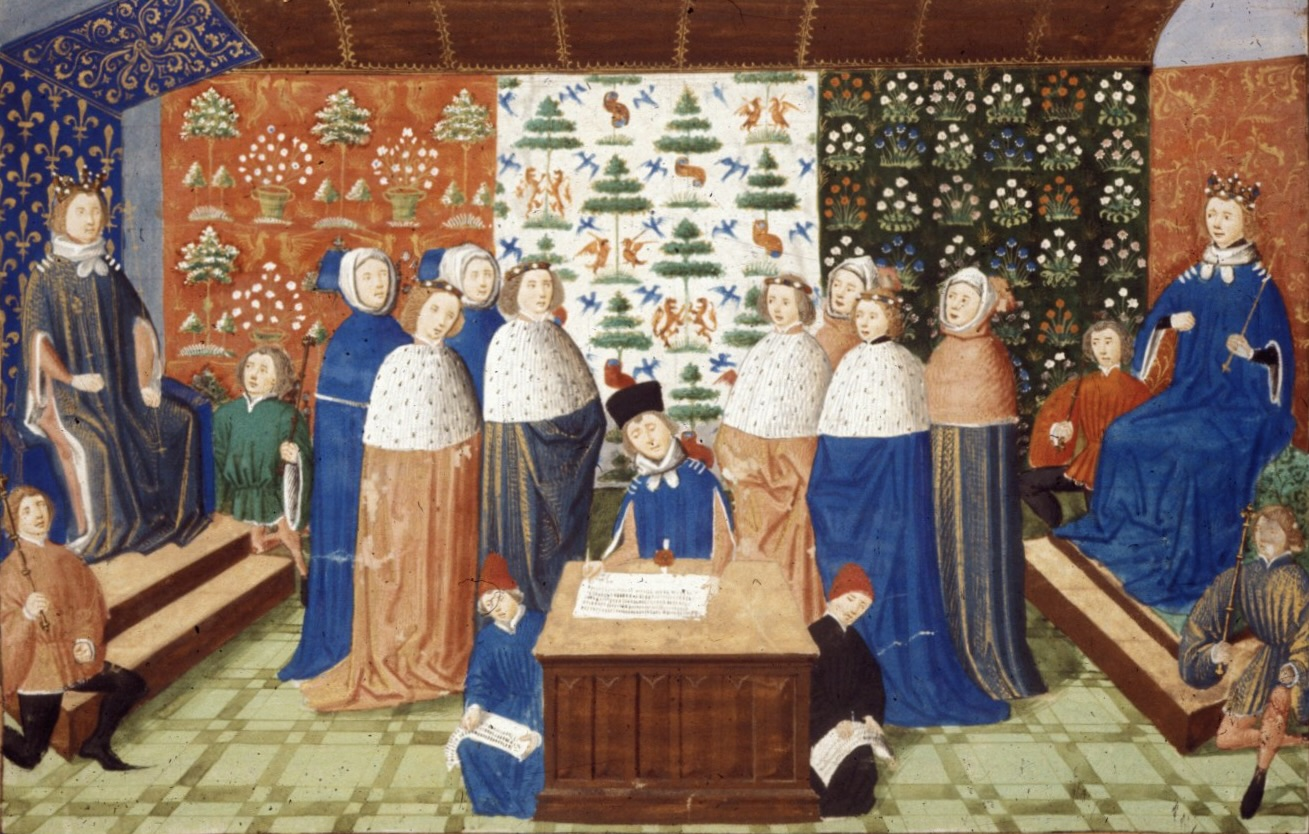
Jean Froissart Harley edition

Het Verdrag van Leulinghem werd getekend op 18 juli 1389 in Leulinghem bij Sint-Omaars (Noord-Frankrijk) door het Koninkrijk Frankrijk en zijn bondgenoten en het Koninkrijk Engeland en zijn bondgenoten en maakte een einde aan de tweede fase van de Honderdjarige Oorlog.

## Achtergrond
De hoofdoorzaak van de Honderdjarige Oorlog had zijn oorsprong in de status van het hertogdom Aquitanië en de weigering van de Engelse koning, als hertog, leenhulde te plegen tegenover de Franse koning. De oorlog sleepte al vijftig jaar aan, men zat al aan de tweede generatie koningen, Engeland stond aan de rand van de financiële ineenstorting en leed onder interne politieke verdeeldheid. Aan de andere kant leed koning Karel VI van Frankrijk aan vlagen van waanzin, die de voortzetting van de oorlog door de Franse regering belemmerde. Beide partijen stonden voor grote interne problemen, die hun koninkrijken ernstig zouden kunnen beschadigen als de oorlog zou voortduren.

## Onderhandelingen
Engeland en zijn bondgenoten, Portugal, Gent en het Hertogdom Gelderland, werden vertegenwoordigd door Jan van Gent, hertog van Lancaster, en Thomas van Woodstock, hertog van Gloucester, de ooms van Richard II van Engeland. Frankrijk en zijn bondgenoten, het koninkrijk Castilië en het koninkrijk Schotland, werden vertegenwoordigd door Filips de Stoute, hertog van Bourgondië, en Jan van Valois, hertog van Berry, de ooms van Karel VI.
Frankrijk overschatte het vermogen van Engeland om de oorlog verder te zetten, deed grote concessies en bood aan om het hele hertogdom Aquitaine terug te geven aan de Engelsen, met uitzondering van het graafschap Poitou, de Engelsen konden hun fort in Calais behouden en kregen een vergoeding van 1,5 miljoen frank voor de geleden verliezen. In ruil daarvoor moest de koning van Engeland ermee instemmen leenhulde te plegen aan de koning van Frankrijk in ruil voor zijn hertogdom. Het verdrag zou in wezen alles wat in de loop van de oorlog verloren was, herstellen, behalve de volledige soevereiniteit van Aquitaine. Beide delegaties keerden terug naar hun respectieve regeringen om het verdrag te laten goedkeuren. Op 18 juli werd een wapenstilstand van drie jaar overeengekomen.

## Vervolg
Het Engels parlement verwierp het verdrag, omdat het verdrag liet uitschijnen dat Engeland een vazalstaat van Frankrijk zou worden. Het Parlement weigerde ook een aanzienlijke belastingsteun te verlenen om de vastgelopen oorlog te blijven financieren.
Op 15 mei 1395 ontving Richard II een Franse delegatie, er werd afgesproken dat hij zou trouwen met de zesjarige dochter van Karel VI, Isabella, Karel VI zou een bruidsschat van 800.000 frank verstrekken en het bestand werd met vijf jaar verlengd. In ruil daarvoor begon Richard met het evacueren van de havens die hij in Noord-Frankrijk controleerde en gaf ze allemaal over, behalve Calais. Brest en Cherbourg werden pas geëvacueerd nadat in ruil daarvoor aanzienlijke bedragen waren betaald door de plaatselijke adel. De twee koningen kwamen overeen om elkaar in de toekomst te ontmoeten en de onderhandelingen af te ronden. Karel VI herstelde tijdelijk in 1396 en de twee koningen ontmoetten elkaar gedurende twee dagen in privé in Leulinghem en deden een aantal toezeggingen.